# Ciudad Libre de Dánzig
La Ciudad Libre de Dánzig (en alemán: Freie Stadt Danzig, en polaco: Wolne Miasto Gdańsk) fue una ciudad-Estado autónoma establecida el 10 de junio de 1920 en la actual ciudad polaca de Gdansk (de 1772 a 1920, parte de Prusia), de acuerdo a la Parte III, sección IX, del Tratado de Versalles (1919). Danzig dejaba de formar parte de Alemania y quedaba bajo la tutela de la Sociedad de Naciones, concediendo a Polonia privilegios diplomáticos y económicos (este país ejercía un protectorado sobre la ciudad).
La ciudad perdió su condición de ciudad-Estado tras ser incorporada por la Alemania nazi el 2 de septiembre de 1939 y posteriormente transferida a Polonia, tras el final de la Segunda Guerra Mundial.

## Historia

### Orígenes
La ciudad obtuvo la condición de Estado semiautónomo con Napoleón I, en 1807. Después del Congreso de Viena, en 1815, la ciudad volvió a ser integrada a Prusia. En 1920, tras el Tratado de Versalles, Dánzig recuperó su antigua autonomía, aunque bajo el control de Polonia y de la Sociedad de Naciones.
De acuerdo con la convención entre Dánzig y Polonia, celebrada en 1920:

De conformidad con las disposiciones de la Convención, Polonia será la nación responsable de la dirección de los asuntos extranjeros y de proteger los intereses de los ciudadanos de la Ciudad Libre de Dánzig en el extranjero, celebrar acuerdos internacionales en nombre de la Ciudad Libre, y acordar las obligaciones externas de préstamos por la ciudad libre, y un registro de los buques que enarbolaran pabellón de Dánzig.

- El territorio de la ciudad libre pertenecía a la República de Polonia para el control aduanero, que se llevó a cabo por funcionarios de aduanas polacos en la frontera entre Polonia y Dánzig, en la de Alemania-Dánzig, y en la aduana del mar.
- Polonia se aseguraba el derecho de exportación directa e importación de mercancías por el puerto de Dánzig, manteniendo su propio servicio postal, de teléfonos y telégrafos. Polonia además era dueña del ferrocarril en la ciudad libre (excepto los tranvías).
- Establecimiento de un Consejo Mixto de Navegación y para el gobierno del puerto de Dánzig (con paridad de ambas partes, cinco representantes de cada uno de ellos y el presidente designado de forma conjunta por el Gobierno polaco y las autoridades de la Ciudad Libre de Dánzig), para la gestión de los respectivos puertos, las instalaciones portuarias y la libertad de navegación en el Calderón.

### Establecimiento de la ciudad-Estado
Al finalizar la Primera Guerra Mundial en (1919), la ciudad de Dánzig se había convertido en un centro de disputas territoriales. Por un lado, Alemania reclamaba el territorio por su numerosa población de origen alemán; y por otro, Polonia reclamaba la ciudad por su pasado polaco y su mejor acceso al mar Báltico.
Su origen legal se encuentra en la firma del Tratado de Versalles (artículos 100-108), en el cual se establecía lo siguiente:
- La ciudad de Dánzig no se constituye como estado, sino como ciudad internacional libre, bajo la protección exterior de Polonia (que la representa internacionalmente y se ocupa de su defensa exterior) según el Tratado Polaco-Dánzig de 1920 asegurado por la SDN.
- Contaba con una Constitución elaborada en 1922, la cual estaba garantizada por la Sociedad de Naciones y la conformaban un Senado y una Dieta.
- En lo referente a Polonia, la ciudad de Dánzig debía garantizar a los buques polacos un trato de igualdad; más adelante, el 13 de agosto de 1932 y el 18 de septiembre de 1933 se estableció una regulación para los buques de guerra polacos.
- Dánzig y Polonia constituían una unión aduanera.
- Se establecería igualmente una oficina de correos polaca como parte del trato de igualdad.
- Los ferrocarriles de la ciudad libre estaban asegurados para el uso polaco.
- Dánzig era una zona franca, administrada por un Consejo del Puerto, compuesto por comisarios de ambos lugares.
- Diplomáticamente, Dánzig no poseía derecho alguno activo de legación y el representante polaco era calificado como Comisario General con residencia en Dánzig. Las relaciones diplomáticas que involucrasen a la ciudad libre estaban bajo dirección de Polonia previo acuerdo de Dánzig.
- La Sociedad de Naciones estaba a cargo de la protección de la ciudad, la cual estaba garantizada por el artículo 10 de ésta.

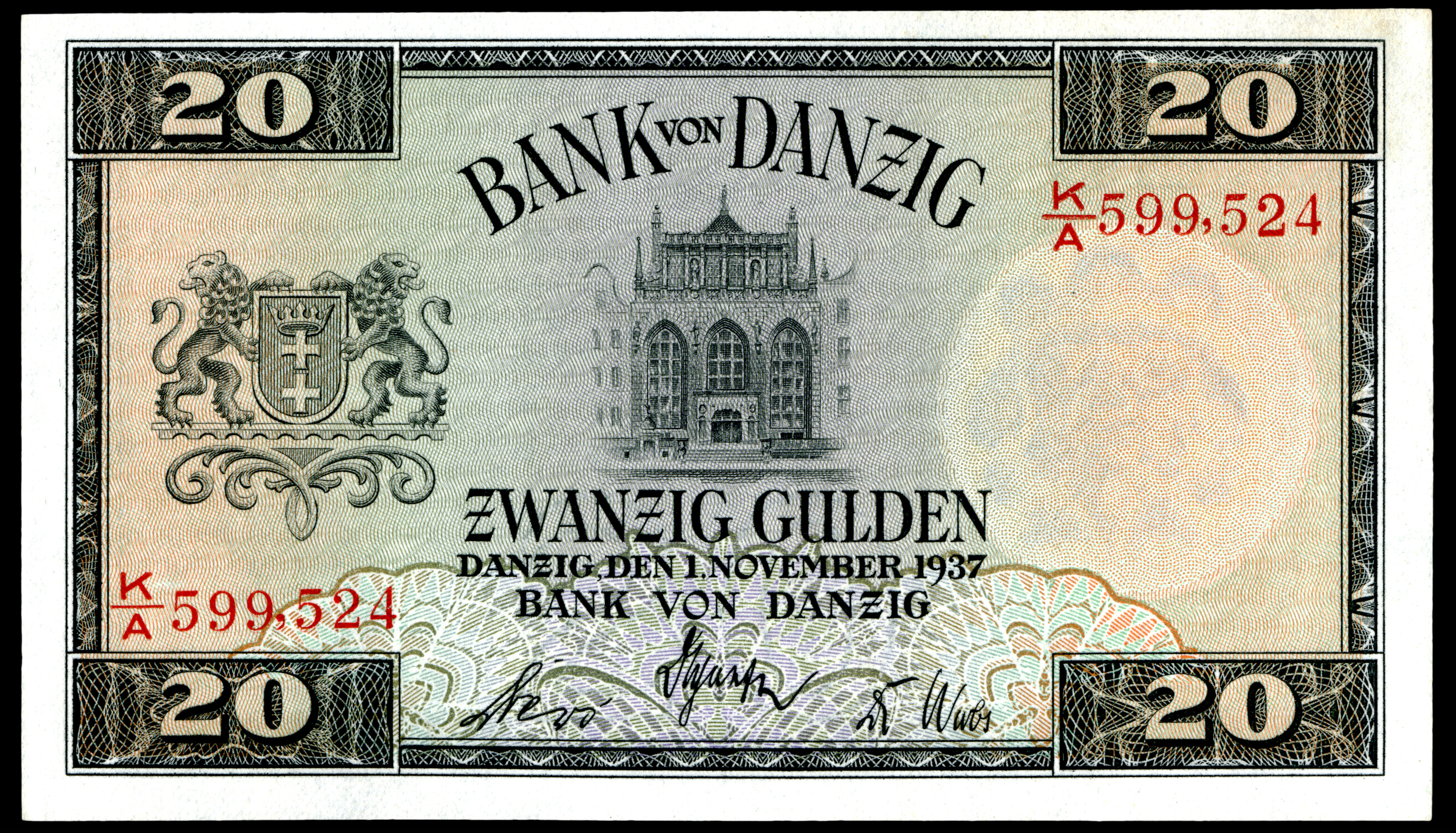
Billete local.
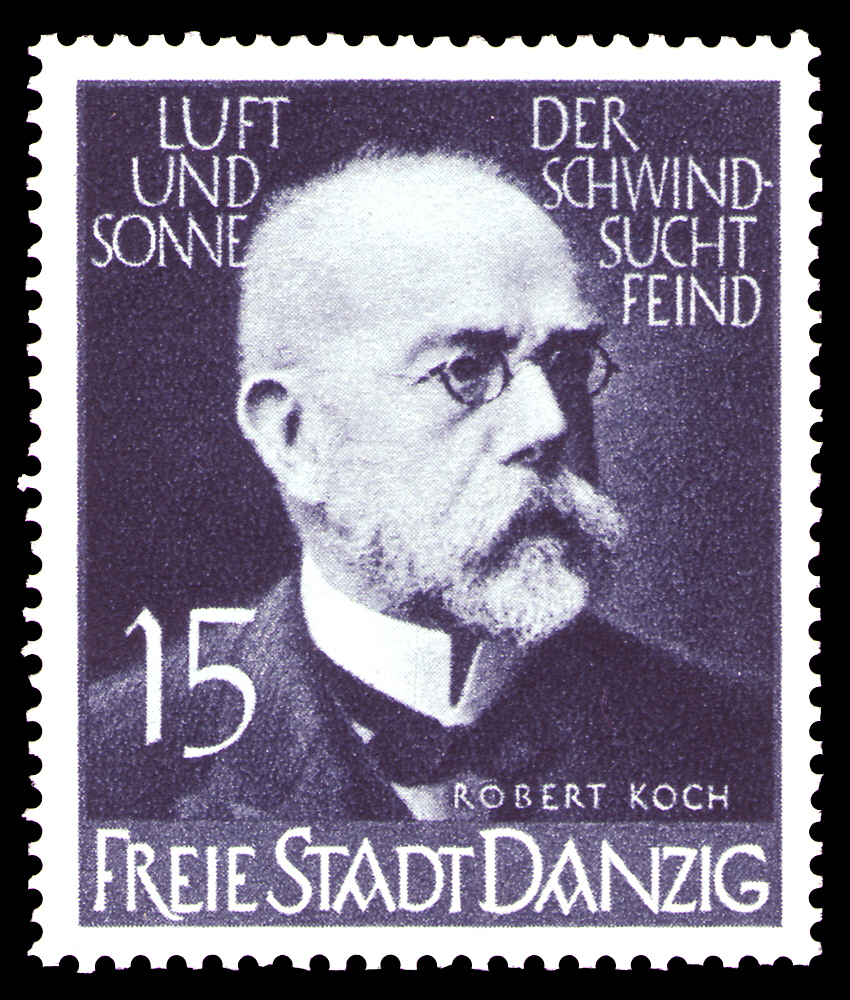
Sello de correos

### Fin de la autonomía

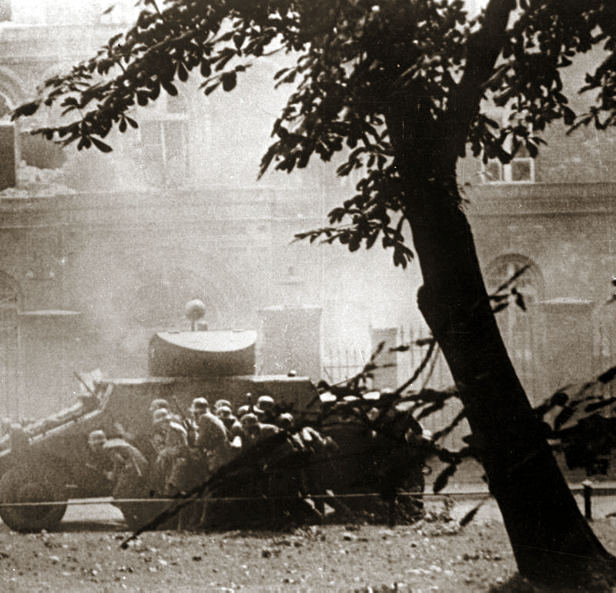
Tropas alemanas durante el asalto de la oficina de correos de Dánzig (septiembre de 1939).

El 15 de octubre de 1930, Albert Forster se convirtió en líder del Partido Nazi en la ciudad y en la primavera de 1933 encabezó la toma de control nazi de Dánzig. En 1936, el senado de la ciudad tenía una mayoría de nazis locales, con Arthur Greiser como presidente, y se intensificó la agitación para reunificar la ciudad con Alemania. Después de la toma del Senado por los nazis, la policía fue utilizada cada vez más para reprimir la libertad de expresión y la disidencia política. El partido socialdemócrata fue prohibido el 14 de octubre de 1936. En 1937, Forster se jactó de su lucha contra los comunistas y otros "subhumanos". A partir de entonces, los judíos de Danzig fueron sometidos a severas restricciones y confiscaciones. Los últimos dos domingos antes de Navidad, Forster ordenó colocar camisas pardas frente a las tiendas judías, para evitar que los clientes de Danzig accedieran a las tiendas. Debido al antisemitismo, la persecución y la opresión reinante, muchos judíos huyeron.
La crisis de Danzig precedió inmediatamente a la Segunda Guerra Mundial. Fue la última reivindicación irredentista que Adolf Hitler exige tras haber conseguido la remilitarización de Renania y la anexión de Austria y los Sudetes. La crisis comienza en abril de 1939, momento elegido por el Führer para lanzar un discurso al Reichstag en que se exige la restitución de la soberanía alemana sobre Dánzig, así como un ferrocarril y una carretera extraterritoriales que cruzaran el corredor polaco (que separaba Prusia oriental del resto del territorio alemán desde el final de la Primera Guerra Mundial como consecuencia del Tratado de Versalles).
En la madrugada del 1 de septiembre de 1939, tras la negativa del gobierno polaco a atender las demandas de Alemania y de la población alemana de Danzig, el acorazado alemán SMS Schleswig-Holstein dio inicio a la Segunda Guerra Mundial bombardeando el fuerte polaco de Westerplatte en la costa del mar Báltico. Comenzaron los arrestos masivos en la Ciudad Libre de Dánzig. Cerca de 1500 personas fueron arrestadas el primer día de la guerra; alrededor de 1000 fueron internados en la Escuela Victoria. Hasta 4500 miembros de la minoría polaca fueron detenidos y muchos de ellos ejecutados. En la propia ciudad, cientos de prisioneros fueron sometidos a crueles ejecuciones y experimentos nazis, que incluyeron la castración de hombres y la esterilización de mujeres consideradas peligrosas para la "pureza de la raza nórdica" y la decapitación con guillotina.
El Ejército Rojo entró en Dánzig el 30 de marzo de 1945. Para entonces, cerca del 90 % de la población había huido o muerto, siendo digna de recordar la tragedia del transatlántico Wilhelm Gustloff. Hacia el final de la guerra, en 1945, un 90 % de la ciudad quedó destruida por los combates.
La ciudad fue cedida definitivamente a Polonia tras la Conferencia de Potsdam. Hasta 1947, unos 126 472 alemanes habían abandonado Gdansk[cita requerida] y 101 873 polacos habían sido expulsados de la Polonia Central, más 26 629 de la Polonia Oriental, obligados a trasladarse a la ciudad por los soviéticos, que habían anexionado estos territorios a la URSS.[cita requerida]